# MikuMikuDance
 (janvier 2023).
Pour les articles homonymes, voir MMD.
MikuMikuDance, plus généralement nommé MMD, est un programme d'animation gratuit qui permet aux utilisateurs d'animer et de créer des films d'animation en 3D, à l'origine produits pour le personnage Vocaloid, Hatsune Miku. Le programme MikuMikuDance quant à lui a été programmé par Yu Higuchi (HiguchiM) et a fait l'objet d'importantes mises à jour depuis sa création. Il a été produit dans le cadre du projet Promotion VPVP (VOCALOID Vidéo).
MikuMikuDance possède maintenant une version 9.10 traduite française créée par Subway avec l'accord d'Higuchi.

## Vue d'ensemble
Le logiciel permet aux utilisateurs d'importer des modèles 3D dans un espace virtuel qui peut être déplacé et animé en conséquence. Le positionnement des figures 3D peut être facilement modifié, les expressions faciales peuvent être modifiées (tant que le modèle a des morphes à utiliser), et les données de mouvement peuvent être appliquées au modèle pour le déplacer. Avec ces fonctions pour les modèles, les accessoires, les étapes et les arrière-plans peuvent être ajoutés pour créer un environnement, et les effets tels que les évasions d'objectif et AutoLuminous (un effet qui fait briller et s'allumer) peuvent être appliqués tant que ' Le plugin MikuMikuEffect  '(MME) est installé dans l'interface. Le son et la musique peuvent également être ajoutés pour créer des vidéos musicales, des courts métrages et des histoires faites par des fans. Les données de mouvement utilisées pour animer les caractères et les données de pose principalement utilisées pour faire des captures d'écran peuvent être exportées sous forme de fichiers .vmd (Vocaloid Motion Data) et .vpd (Vocaloid Pose Data), respectivement. Les fichiers exportés peuvent ensuite être importés dans d'autres projets réalisés avec un logiciel qui peut utiliser les types de fichiers. Cela permet aux utilisateurs de partager les données avec d'autres utilisateurs. Le logiciel utilise également  Bullet moteur de physique. Les utilisateurs peuvent également utiliser Kinect de Microsoft pour la capture de mouvement. L'affichage de la carte, le rendu des images dans plusieurs formats de fichiers image et le rendu complet du film dans le format de fichier .avi sont également possibles.
À l'exception de quelques modèles, étapes, données de mouvement et accessoires livrés avec le logiciel lors du téléchargement, tous les contenus, y compris les modèles 3D, sont distribués par les utilisateurs, ce qui signifie que toutes les règles et restrictions (ou leur absence) varient considérablement d'un cas À l'affaire. Les règles de la plupart des modèles peuvent être trouvées dans son fichier Readme, qui peut être un .txt, un pdf ou un fichier de page Web. Le créateur, HiguchiM, a déclaré qu'il ne pouvait faire aucune promesse concernant la façon dont les modèles de fans d'autres utilisateurs peuvent ou ne peuvent pas être utilisés et est exempté de toute responsabilité relative à ce sujet.[réf. nécessaire] Les modèles créés par d'autres utilisateurs sont souvent disponibles en téléchargement public. Comme MikuMikuDance est exclusivement un logiciel de poses et d'animation, les modélistes utilisent un logiciel de modélisation 3D, tel que Blender ou  Metasequoia, pour créer le modèle et la carte UV, tandis que la majorité de la conversion à la plate-forme MMD (tels que les morphes faciaux, les os et les corps physiques) se fait avec un programme créé exclusivement pour la conversion du modèle MMD, PMD Editor ou son éditeur PMX successeur.
Le logiciel lui-même est livré avec un petit nombre de modèles de vocaloïdes bien connus et une grille invisible, à laquelle des effets de particules peuvent être attachés à MME, une scène, des accessoires et deux échantillons de ce que MMD peut faire, sous la forme de .pmm fichiers. Le type de fichiers que proposent les projets MMD sont enregistrés "en tant que"[Quoi ?]. Le logiciel était à l'origine uniquement publié en japonais, mais une version anglaise a été publiée à une date ultérieure[source insuffisante]. Les vidéos utilisant le logiciel sont régulièrement vues sur des sites tels que Niconico et YouTube, et sont populaires chez les fans et les utilisateurs de Vocaloid. Un magazine qui distribue des modèles exclusifs avec tous les problèmes a également été produit en raison de cette popularité. Certains modèles pour Vocaloid peuvent également être utilisés pour la musique Vocaloid, en cours d'utilisation Par[Quoi ?] des studios travaillant avec le logiciel Vocaloid.
Beaucoup de gens achètent également Windows 100 % magazines qui donnent des modèles exclusifs au public[Quoi ?]. Ceux-ci sortent une fois par mois et en raison de la popularité, les créateurs de modèles donnent des modèles secrets, ainsi que les modèles que les gens ont payés[pas clair]. La plupart d'entre eux ont tendance à être Vocaloid ou à des modèles qui n'ont pas de titulaire de droit d'auteur particulier.
Le 26 mai 2011, la mise à jour continue du logiciel a pris fin et la dernière version a été publiée. Dans une déclaration de clôture, le créateur a laissé le logiciel entre les mains des fans pour continuer à le construire. Malgré cela, le code source n'a pas été publié, et le développeur n'a aucune intention de le faire, ce qui rend impossible aux fans de continuer à construire sur le logiciel d'origine. Cependant, il existe d'autres programmes qui offrent des fonctionnalités similaires, telles que MikuMikuMoving (le « remplaçant » de MMD mis à jour fréquemment).